# 히라다니촌
히라다니촌(平谷村)은 도쿠시마현 나카군에 있던 촌이다. 현재의 나카정에 해당한다.

## 역사
- 1889년 10월 1일 - 정촌제 시행에 의해 가이후군 11촌의 구역으로 나가키토촌이 성립하였다.
- 1951년 1월 1일 - 나카군으로 변경과 동시에 히라다니촌으로 개칭되었다.
- 1956년 9월 30일 - 미야하마촌과 합병해 가미나카촌이 되어 소멸하였다.

## 참고문헌
- 『市町村名変遷辞典』東京堂出版、1990年。